# Allen Lazard
Allen Lazard (geboren am 11. Dezember 1995 in Urbandale, Iowa) ist ein amerikanischer American-Football-Spieler. Er spielt in der National Football League (NFL) für die New York Jets als Wide Receiver. Zuvor stand er bei den Green Bay Packers und Jacksonville Jaguars unter Vertrag.

## Karriere
Lazard spielte zuerst in seinem Heimatort an der Urbandale High School Football. In der Zeit dort konnte er mehrere Schulrekorde aufstellen und wurde unter anderem in USA-Today-All-American- und in die All-State-Auswahl berufen.
Nach der High School hatte er als gefragter Nachwuchsspieler (unter anderem auf Platz 1 von Rivals gelistet) die Auswahl für verschiedene Top-Teams (unter anderem Notre Dame, Stanford, California) zu spielen. Er entschied sich jedoch für die Iowa State University, an der auch schon sein Bruder und Vater vor ihm waren.
In seinen vier Jahren an der Iowa State von 2014 bis 2017 konnte er an die bisherigen Erfolge anknüpfen. So wurde er erneut für seine gezeigten Leistungen ausgezeichnet (2014: All-Big 12 Honorable Mention Team, 2015: Second-Team All-Big 12, 2016: First-Team All-Big 12, 2017: First-Team All-Big 12). Insgesamt gelangen ihm in den vier Jahren insgesamt 241 Receptions, mit denen er 3.360 Yards erlief und 26 Touchdowns erzielte.
Beim NFL Draft 2018 wurde er nicht berücksichtigt und unterschrieb als Free Agent am 30. April 2018 einen Vertrag bei den Jacksonville Jaguars für das Practice Squad.
Aus dem Practice Squad der Jaguars heraus wurde Lazard am 18. Dezember 2018 von den Green Bay Packers verpflichtet. Sein NFL-Debüt konnte er mit den Packers in Woche 16 der Saison 2018 im Spiel gegen die Detroit Lions feiern. Sein erster Touchdown gelang ihm in der Saison 2019 in Woche 6 ebenfalls in Spiel gegen die Lions. In seinen fünf Jahren bei den Packers fing er 169 Pässe für 2236 Yards und konnte damit 20 Touchdowns erzielen. Da die Packers seinen Vertrag nicht verlängerten, ging Lazard als Free Agent in die Off-Season 2023.
Im Vorfeld der Saison 2023 wurde Lazard von den New York Jets verpflichtet, von denen er einen Vierjahresvertrag über insgesamt 44 Millionen Dollar erhielt.